# أولاف هاسل
أولاف هاسل (بالنرويجية البوكمول: Olaf Hassel)‏ هو عالم فلك نرويجي، ولد في 12 مايو 1898 في Øvre Sandsvær ‏ في النرويج، وتوفي في 15 أغسطس 1972.